# Silver Arrow Micro-V
Le Silver Arrow Mini-V (nommé à l’origine Micro-V) est un petit drone de reconnaissance développé en Israël dans les années 1990.

## Conception
Il est propulsé par deux moteurs à pistons de 4 ch (3 kW) placés chacun dans une nacelle sur chaque aile, entraînant une hélice propulsive. Il n’a pas de train d'atterrissage. Le Micro-V semble être trop petit pour transporter une tourelle de capteurs complète. Il transporte un imageur miniaturisé dans une section transparente intégrée au milieu de son fuselage.

## Engagements
La société Silver Arrow est détenue par les sociétés israéliennes El Op et Elbit Systems. Les drones qu’elle produit sont utilisés par les forces de défense israéliennes dans le cadre de missions de renseignement à longue portée, complétant ainsi les données recueillies par le satellite espion Ofek-3.

## Pays utilisateurs
- Botswana (2001)[2],[3]